# Hercostomus flaviciliatus
Hercostomus flaviciliatus är en tvåvingeart som beskrevs av Van Duzee 1914. Hercostomus flaviciliatus ingår i släktet Hercostomus och familjen styltflugor. Inga underarter finns listade i Catalogue of Life.